# Jirayu Niamthaisong
Jirayu Niamthaisong (thailändisch จิรายุ เนียมไธสง, * 20. Oktober 1997), auch als Yu bekannt, ist ein thailändischer Fußballspieler.

## Karriere
Jirayu Niamthaisong stand von 2017 bis Mitte 2021 bei Bangkok United. Der Verein aus der thailändischen Hauptstadt Bangkok spielte in der ersten Liga des Landes, der Thai League. Hier kam er insgesamt zweimal zum Einsatz. Von Juli 2021 bis Sommer 2022 war Niamthaisong vertrags- und vereinslos. Zu Beginn der Saison 2022/23 unterschrieb er einen Vertrag beim Drittligisten Samut Prakan FC. Mit dem Verein aus Samut Prakan spielte er 25-mal in der Bangkok Metropolitan Region der Liga. Zu Beginn der Saison 2023/24 wechselte er zum Zweitligisten Ayutthaya United FC. Am Ende der Saison 2023/24 belegte er mit dem Klub den sechsten Tabellenplatz und qualifizierte sich somit für die Aufstiegsspiele zur ersten Liga. Hier konnte man sich jedoch nicht durchsetzen. Für Ayutthaya bestritt er 24 Ligaspiele. Im Sommer 2024 wechselte er nach Sisaket zum Zweitligaaufsteiger Sisaket United FC.